# Govert Silentz
Govert Silentz, född omkring 1556, död troligen 1652, var en holländsk-svensk affärsman.
Govert Silentz var son till borgaren i Stockholm Govert Siletz av holländsk härkomst. Han torde ursprungligen ha varit bosatt i Stockholm men slog sig i slutet av 1500-talet ned i Lübeck, där han lärde sig konsten att gara koppar. Han startade där ett eget garmakeri. 1619 inkallades han av Gustav II Adolf till Sverige för att introducera den där föga prövade kopparraffineringsmetoden. 1621 erhöll han tillstånd att för kopparkompaniet uppföra ett gårmakeri vid Säter, beskrivet som det första viktiga gårmakeri i Sverige, och mottog samtidigt i donation några hemman i närheten. Lybska arbetare införskrevs, och reningen startade, i större skala dock först 1624, då kopparmyntningen förlades till Säter. Under skiftande framgång ledde Silentz brukets verksamhet till 1630, då han på grund av dess dåliga ekonomiska ställning fick lämnade det ifrån sig till ståthållaren över Säters och Näsgårds län Peter Kruse. Även kronoarrendet för Säters gård, som han innehaft från 1621, fick han avstå från. Om hans verksamhet är sedan föga känt, till han 1636 fick det nya kopparkompaniets uppdrag att bygga Avesta bruk. Han blev dess första föreståndare men skildes 1640 från uppdraget under omständigheter som inte är klarlagda. Bruket övertogs 1641 av Falu stad och bergslag och utvecklades sedan starkt under Marcus Kocks ledning. Denna har fått äran att kallas Avestabrukets verklige skapare. Silentz var utan tvivel oumbärlig för sina yrkeskunskaper, men en hetsighet, som gick ut över arbetarna, och opålitlighet i ekonomiska ting gjorde honom olämplig för företagsledare. I många skrifter till kronan klagade Silentz och hans söner över orättvisor och olyckor, som deras fiender dragit över dem.